# GRB 221009A
GRB 221009A, conosciuto anche come  Swift J1913.1+1946, è stato un lampo gamma (GRB) di insolita luminosità e durata rilevato il 9 ottobre 2022 dal Neil Gehrels Swift Observatory.

## Osservazione
Durato circa 7 minuti, ma osservabile per più di 10 ore dopo la sua scoperta, GRB 221009A è stato uno dei lampi gamma più vicini alla Terra mai registrati, distando dal nostro pianeta solamente 1,9 miliardi di anni luce, nonché uno dei più energetici e luminosi, permettendo così ai ricercatori di studiarlo nel dettaglio.

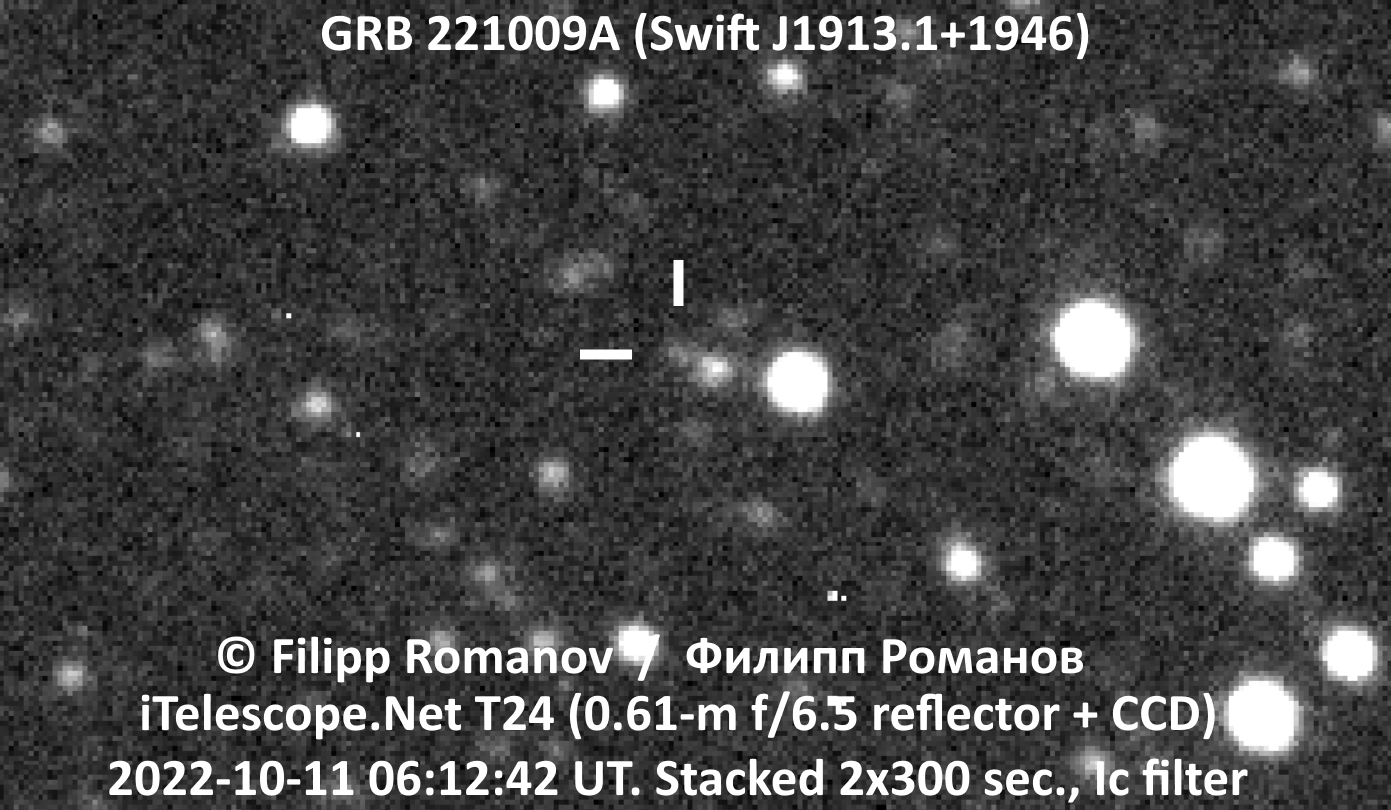
Il segnale ottico seguito a GRB 221009A ripreso da un astronomo dilettante.

Il lampo è stato così potente da soprassaturare i sensori del Fermi Gamma-ray Space Telescope e tra i suoi fotoni ad alta energia potrebbe esserci anche il fotone originato da un lampo gamma più energetico mai rilevato che, intercettato assieme ad altri cinquemila dall'osservatorio cinese Large High Altitude Air Shower Observatory, arriverebbe a un'energia di 18 TeV.
Dopo l'iniziale scoperta, l'evento, data anche l'insolitamente elevata luminosità, è stato rilevato anche da altre sonde dedicate a indagini del cosmo di tutt'altro tipo, come il rivelatore di particelle ad alta energia Ephin a bordo della missione solare SOHO e il satellite Gaia, che ha registrato un picco anomalo, corrispondente a un segnale di natura evidentemente non stellare, proprio in corrispondenza del lampo gamma.

## Eziologia del fenomeno
Secondo alcuni astronomi, GRB 221009A potrebbe rappresentare, attenendosi ai modelli standard, il primo vagito di un buco nero appena nato, prodotto dal collasso gravitazionale di una stella di grande massa (supernova a collasso nucleare-collapsar) che è stato possibile osservare nel dettaglio grazie alle rilevazioni dello strumento Ibis-PicsIt, sito a bordo del satellite europeo INTEGRAL. Ma v'è chi si spinge oltre, proponendo addirittura processi fisici sconosciuti che invochino la materia oscura; dall'INAF viene proposto il meccanismo della conversione dei fotoni ad alta energia in particelle simili a un'assione, ma leggermente più pesanti dei suddetti, le Alp (axion-like particles), a causa dei fortissimi campi magnetici attorno ad una stella collassante, particelle che viaggerebbero senza ostacoli nello spazio per poi venire riconvertite in fotoni. Le Alp e gli assioni sono particelle ipotetiche che potrebbero spiegare la misteriosa materia oscura, ma sono previste anche nella teoria delle stringhe. Altri astrofisici propongono processi di decadimento del flusso di raggi gamma basandosi sull'esistenza di neutrini sterili (N) che si mescolano con i neutrini standard e subiscono il decadimento radiativo in neutrini muonici (νγ) durante il viaggio verso la Terra; per spiegare l'immensa energia nell'ordine dei 18 TeV sarebbe necessario un rapporto di decadimento pari ad almeno il 10%. Inoltre, GRB 221009A ha mostrato la caratteristica, comunque tipica di lampi gamma molto energetici, di getti con un nucleo stretto dai lati più larghi e inclinati ma, a differenza di un tipico GRB, si è constatata la variazione di energia in rapporto alla distanza dal nucleo del getto; per questo è stato anche proposto un modello a getto strutturato poco profondo, con l'osservatore terrestre in posizione praticamente allineata allo stretto nucleo centrale di apertura angolare da cui promana la massima intensità gamma (prompt), mentre il bagliore (afterglow), da cui proviene una minore radiazione gamma in prossimità del fascio centrale fino alle altre frequenze dello spettro elettromagnetico, proverrebbe da una struttura angolare sempre più ampia; un meccanismo simile a quello a due getti, uno concentrato e uno più vasto, già ipotizzato già da Racusin et al. nel 2008 per il GRB 080319B, che fu addirittura visibile ad occhio nudo per una trentina di secondi. È stato proposto, infine, il modello di ipernova binaria di tipo I per la presenza di emissione di sincotrone nell'ordine dei TeV e della fase ultra-relativistica (UPE), rispettivamente originate dalla nascita di una stella di neutroni in seguito a una supernova e di un buco nero per accrescimento della stella di neutroni compagna a causa del materiale della supernova, e per la presenza di decadimento-nichel associata alla supernova.
Nel 2024, grazie al Webb Telescope, sono state rilevate nel GRB firme di una supernova tipica, come calcio, azoto e ossigeno, confermando l'associazione tra i due fenomeni. Tuttavia, non sono stati rilevati elementi pesanti tradizionalmente associati alle supernove tramite nucleosintesi, come oro e platino (processo-r), il che pone dei dubbi che eventi estremi come questo possano esserne all'origine. Inoltre, la supernova non è stata estremamente energetica come ci si aspetterebbe.

## Caratteristiche da record in dettaglio
Alcuni astronomi hanno descritto l'evento come "il più luminoso di tutti i tempi", coniando l'acronimo "BOAT" (brightest of all times). Dan Perley, astrofisico operante presso l'Astrophysics Research Institute della Liverpool John Moores University, ne parla nei seguenti termini: "Non c'è nulla nell'esperienza umana che si avvicini lontanamente a tale effusione di energia. Nulla." Eric Burns, astronomo presso la Louisiana State University, similmente, afferma: "L’energia di questa cosa è così estrema che se prendessi l’intero Sole e lo convertissi tutto in pura energia, non corrisponderebbe comunque a questo evento. Non c'è proprio niente di paragonabile." La potenza dei lampi di raggi gamma può essere misurata dal grado di interazione, dovuto agli urti, tra i raggi gamma che emettono e il materiale presente nello spazio. Tenendo a mente il modello tradizionale per spiegare i GRB (fireball), il prompt (la fase maggiormente energetica di un lampo gamma, prima dell'urto col mezzo interstellare) ha superato di gran lunga i precedenti detentori del record, poiché nessun GRB prima rilevato ha manifestato più di 500 000 fotoni di raggi gamma al secondo, con picco di oltre 6 milioni di fotoni al secondo. Il bagliore residuo (afterglow), derivante dall'urto col materiale interstellare nelle altre frequenze, tra cui raggi X, visti come anelli concentrici di raggi X in diffusione, con il lampo di raggi gamma al centro, lo rende solo il settimo lampo di raggi gamma noto ad aver generato questi anelli. Fino a giugno 2023 sono stati identificati venti anelli di afterglow residuo di raggi X attorno all'esplosione. Il bagliore residuo dei raggi X di 221009A era circa mille volte più luminoso del tipico GRB, il più luminoso mai registrato dall'UVOT (uno dei tre strumenti, operante nell'ottico/ultravioletto, a bordo dello Swift), persino una volta corretto per estinzione. Ha avuto la maggior energia mai registrata, nell'ordine dei teraelettronvolt (TeV), e i fotoni più energetici mai registrati per un GRB, con un picco di 18 TeV. È stato 10 volte più intenso e luminoso di qualsiasi GRB mai rilevato dalla missione Swift e anche il più luminoso e intenso dal KONUS-Wind (spettrometro russo, montato sul WIND della NASA, operante nel range tra 20 KeV e 20 MeV). L'esplosione è stata così brillante da accecare la maggior parte degli strumenti a raggi gamma nello spazio, impedendo una vera registrazione della sua intensità. È stato rilevato anche da satelliti non progettati per rilevare i lampi di raggi gamma, come Voyager 1.
Altri numeri da record sono rappresentati dall'energia totale isotropica (assumendo un'espansione sferica) e dal picco di luminosità.Relativamente all'energia isotropica totale (Eiso), le più alte stime propongono 1,2×1048 J o 1,5×1048 J in meno di 10 minuti. Una simile energia corrisponderebbe a ben 10 000 volte quella rilasciata dal Sole durante tutto l'arco della sua esistenza di 10 miliardi di anni o a quella di ben 10 000 supernove di media potenza (di tipo Ia con 1 foe=1044 J), peraltro in un arco temporale brevissimo, tipico dei GRB. Verrebbe così sorpassato il precedente detentore del record per ben 14 anni, GRB 080916C, scoperto nel 2008, con un'impressionante energia isotropica, secondo le stime più elevate, di 8,8×1047 J in 23 minuti. Il picco di luminosità isotropico (Liso) è stato misurato dal Konus-WIND con ~2,1×1047 W e da Fermi-GBM (Gamma-Ray Burst Monitor) con ~1,0×1047 W nel brevissimo intervallo di 1,024 secondi, avvicinandosi al record attuale di Liso saldamente detenuto dal GRB ultraluminoso 110918A (~4,7×1047 W) dal 2011. Andrebbe rammentato che, secondo il modello dei lampi gamma più favorito accanto a quello tradizionale (fireball), ovvero il modello BdHN (ipernova binaria), l'energia isotropica è approssimativamente reale, senza necessità di correzione. GRB 221009A, inoltre, stabilirebbe un altro record in termini di energia totale corretta per collimazione, con un valore di ~5×1046 J, aggiungendo un ulteriore ordine di grandezza ai valori di energia totale collimata massimi rilevati a 1045 J. Diverrebbe, così, non solo il lampo gamma più energetico sia dal punto di vista dell'energia isotropica che collimata, ma anche il fenomeno transiente più energetico in assoluto accanto al GW190521 (~1,2×1047 J).

## Implicazioni a livello scientifico
Dalla comparazione dei dati raccolti dai diversi osservatori, è stato evinto che il GRB 221009A è stato da 50 a 70 volte più luminoso di ogni predecessore del record. Il picco estremamente luminoso e il lungo bagliore residuo (afterglow) potrebbero aiutare gli scienziati a studiare come la materia interagisce a velocità relativistiche; lo studio di 221009A, ma anche di eventi altrettanto estremi già rilevati, rappresentano attualmente l'unico accesso per l'umanità a particelle con energie più grandi di quelle che possono essere generate artificialmente. L'esame approfondito di 221009A potrebbe eventualmente fornire spiegazioni fisiche che non sono né previste né contabilizzate nel Modello Standard. Nel frattanto, GRB 221009A vanta già, in circa un solo anno dalla rilevazione, di essere divenuto, tra l'altro, il lampo gamma più studiato della storia.